# Quad

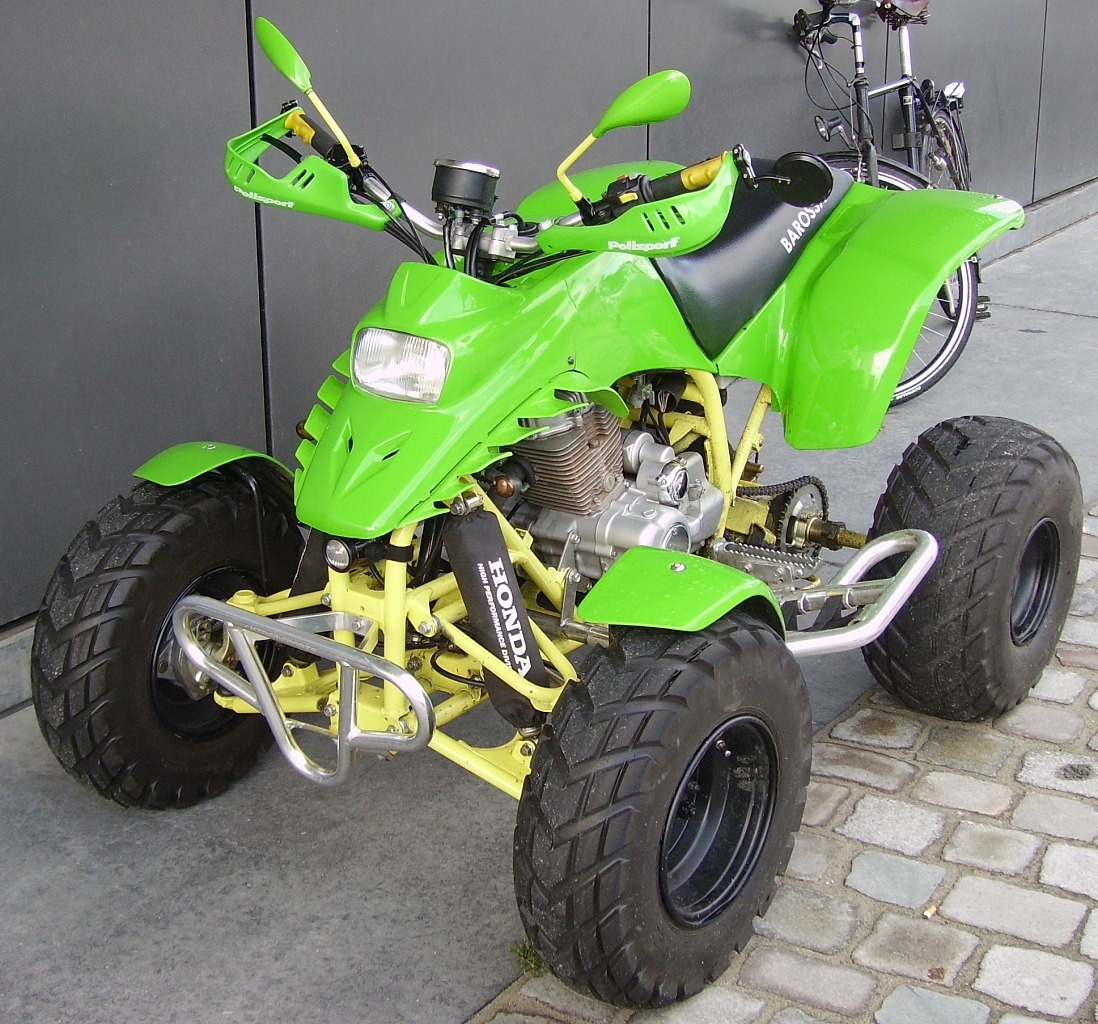
Quad sportowy

Quad (wymawiane jako kład) (z ang. quadricycle), wszędołaz, czterokołowiec, ATV (od ang. all-terrain vehicle) – pojazd czterokołowy niezadaszony, przeznaczony głównie do sportu i rekreacji.

## Rodzaje wszędołazów

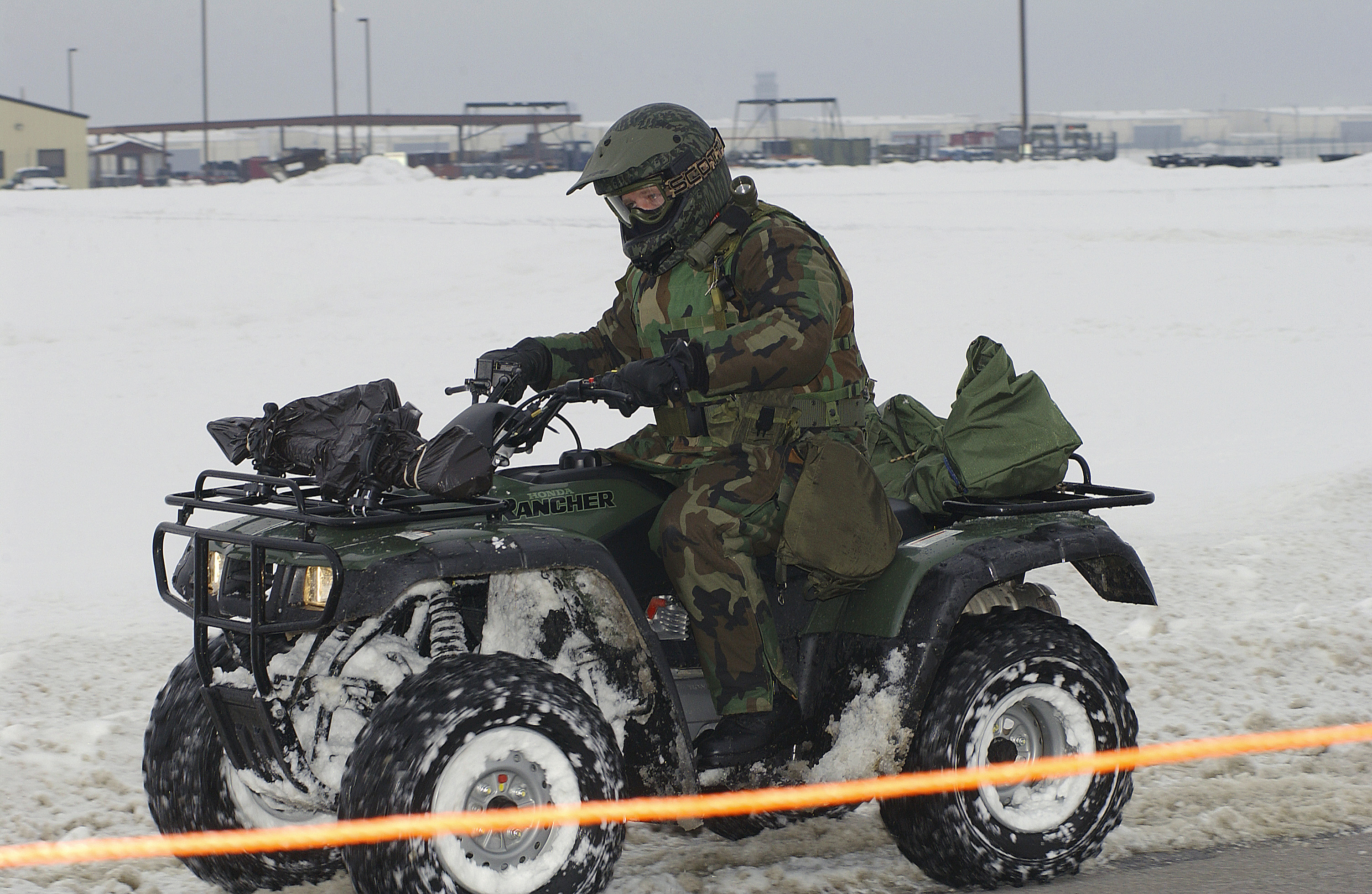
Czterokołowiec terenowy, kierowany przez żołnierza

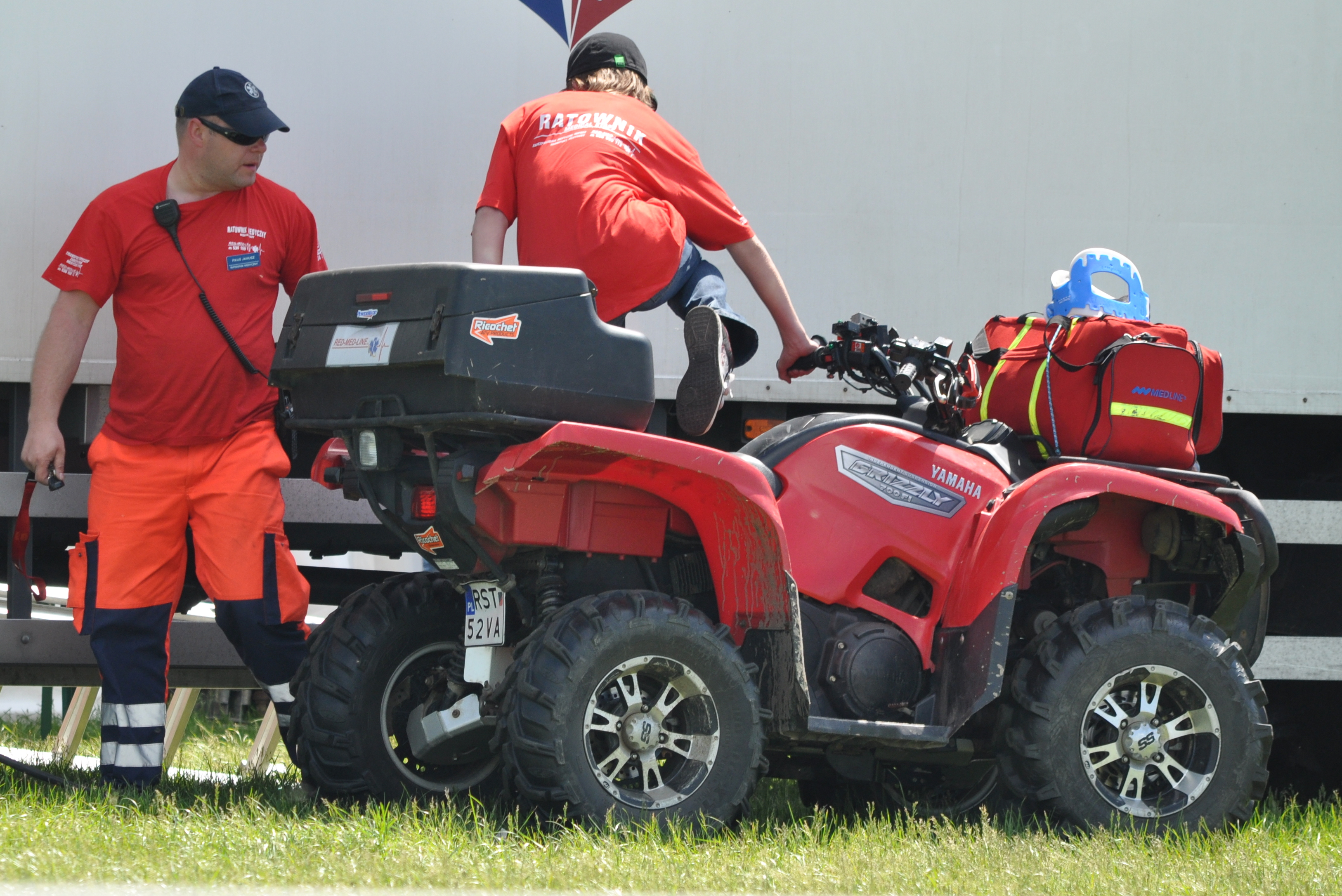
Wykorzystanie w ratownictwie medycznym (Yamaha Grizzly 700)

ATV jest otwartym pojazdem (bez kabiny), przeznaczonym do jazdy poza drogami utwardzonymi. Wszędołazy mogą być trójkołowe (trajka), czterokołowe, a także sześcio- lub ośmiokołowe; mogą mieć także napęd gąsienicowy. Definicja American National Standards Institute określa, aby taki pojazd był używany przez pojedynczą osobę siedzącą na nim okrakiem. Pojazd powinien mieć opony o obniżonym ciśnieniu (ułatwiające poruszanie się po grząskim terenie) i kierownicę typu motocyklowego.
Ze względu na walory napędowe znajduje również zastosowanie w wojsku, ratownictwie górskim, rolnictwie. Ze względu na zastosowanie te pojazdy są zwykle dzielone przez producentów na:
- sportowe – wyścigowe,
- terenowe – przeprawowe (utility),
- rekreacyjne.

Pierwsza grupa charakteryzuje się zwykle napędem na dwa tylne koła (2×4) i dużym skokiem zawieszenia. Przeznaczona jest teoretycznie do szybkiej jazdy po niezbyt wymagającym terenie. Różnią się ogólnym wyglądem, nieco sportowym, podkreślając ich moc i dynamikę. Ich pojemność rozpoczyna się już od najmniejszych liczb 50 cm³ do 1000 cm³, które są w stanie osiągnąć prędkość ponad 140 km/h. Główną klasą pojemności quadów sportowych jest pojemność 450 cm³. Pojazdy te są wyposażane w lekką aluminiową ramę, specjalne kierownice oraz amortyzatory gazowe. Osiągają one moc około 42 koni mechanicznych. Produkują je firmy takie jak: Cf Moto, TGB, Bashan, Kawasaki, Honda, Yamaha, Suzuki, Polaris, Bombardier Can-am.
Modele terenowe mają zazwyczaj napędzane wszystkie cztery koła (4×4), aczkolwiek często pozostawiana jest możliwość odłączania przedniego napędu. Wiele modeli wyposaża się w blokady przedniego mostu oraz wspomaganie kierownicy. Grupa ta jest przeznaczona do jazdy w ciężkim terenie (np. bagna, głęboki śnieg). Moc silników przekracza 80 KM, a pojemność silników dochodzi do 995 cm³. Ich prędkość maksymalna nie przekracza 130 km/h, lecz są w stanie wjeżdżać na bardzo strome wzniesienia i docierać do trudno dostępnych miejsc.
Quady rekreacyjne stoją pomiędzy quadami sportowymi a terenowymi. Służą do wyjazdu na wycieczki krajoznawcze oraz różnego rodzaju spotkania integracyjne, są również często wykorzystywane do wypożyczalni quadów, ponieważ naprawa ich nie jest skomplikowana. Ich modele mają w zależności od potrzeby użytkownika napęd na 2 lub 4 koła.
Wskutek dużej konkurencji producenci (głównie tanich marek dalekowschodnich) decydują się na tworzenie modeli, których nie da się jednoznacznie przyporządkować do którejkolwiek z powyższych grup. Są to jednak przypadki marginalne, praktycznie nie występujące u największych producentów.
Importowane quady (głównie chińskie) do pojemności silnika 200 cm³ mają sztywną tylną oś bez mechanizmu różnicowego, napędzaną łańcuchem. Ta oś jest resorowana amortyzatorem i ma jeden hamulec (najczęściej tarczowy). Takie quady mają silniki stosowane głównie w skuterach (różnicą jest to, że tylne ramię zamiast wahacza ma zębatkę).

### Tuning
Jak w przypadku wszelakich pojazdów kołowych, tak i w tym wypadku tuning quadów można podzielić na dwa główne rodzaje: mechaniczny i wizualny.
Tuning wizualny polega na ingerowaniu w całokształt składający się na ogólny wygląd i estetykę postrzegania pojazdu przez kierowców, w tym głównie innych posiadaczy quadów. W Polsce ten rodzaj modyfikacji nie jest zbytnio rozpowszechniony (w przeciwieństwie do posiadaczy samochodów osobowych). Wynika to ze specyfiki właścicieli pojazdów, którym zazwyczaj zależy na lepszych osiągach tych pojazdów niż na walorach czysto estetycznych. Nie bez znaczenia pozostaje także funkcja samego ATV, który często stawiany jest przed trudnymi próbami terenowymi, a co za tym idzie, narażony jest na możliwość przewrócenia.
Tuning mechaniczny stawia przed właścicielami quadów większe pole do popisu. W przypadkach zawodników występujących w zawodach sportowych organizowanych w różnych kategoriach opisanych poniżej, jest to niemal podstawą do odniesienia sukcesu. Nierzadko cena wymienionych, ulepszonych części przewyższa wartość ATV w jego podstawowej, fabrycznej wersji. Zakres części poddawanych tuningowi w tych pojazdach jest szeroki. W zależności od upodobań właścicieli oraz potrzeb modyfikacje zaczynają się od montowania mocniejszych silników lub modyfikacji starych. Istnieją na rynku zestawy, tzw. tuning kity, w skład których wchodzą elementy do modyfikacji układów dolotowych (dysz, gaźników, filtrów) przez procesory ze sportowymi mapami zapłonów, na wydechach skończywszy. W zależności od potrzeb wymianie lub modyfikacji ulegają układy napędowe, łańcuchy, zębatki czy wały napędowe.
Popularność quadów połączona z niedostatkiem dostępnych torów do jazdy terenowej powoduje, że wielu ich miłośników wchodzi w konflikt z prawem i stanowi problem w ochronie przyrody. Jazda w warunkach terenowych poza gruntami prywatnymi, w szczególności w lasach państwowych i obszarach chronionych, wiąże się z łamaniem prawa ograniczającego dostępność takich miejsc dla pojazdów mechanicznych i powodowaniem szkód w runie (rozjeżdżanie) i zwierzostanie (potrącenia, płoszenie).
W ostatnich latach zwiększyła się liczba takich pojazdów na drogach. Pojazdy posiadają fabryczną homologację (wybrane modele) umożliwiającą poruszanie się po drogach państwowych. W Polsce pojazdy obecnie produkowane oraz homologowane są w trzech kategoriach:
- pojazd samochodowy inny – jako pojazdy czterokołowe, których masa bez obciążenia nie przekracza 400 kg (kategoria L7e) i których maksymalna moc użyteczna silnika nie przekracza 15 kW,
- ciągnik rolniczy – maksymalna moc użyteczna silnika nie jest ograniczana, pojazd może poruszać się maksymalnie z prędkością 40 km/h (kategoria T3a) albo 60 km/h (kategoria T3b).

W pierwszym przypadku do poruszania się po drodze publicznej wymagane jest prawo jazdy kategorii B lub B1, w drugim – B (tylko w Polsce) lub  T.

### Sport motorowy
Kategoria ATV uczestniczy w rajdzie Dakar.

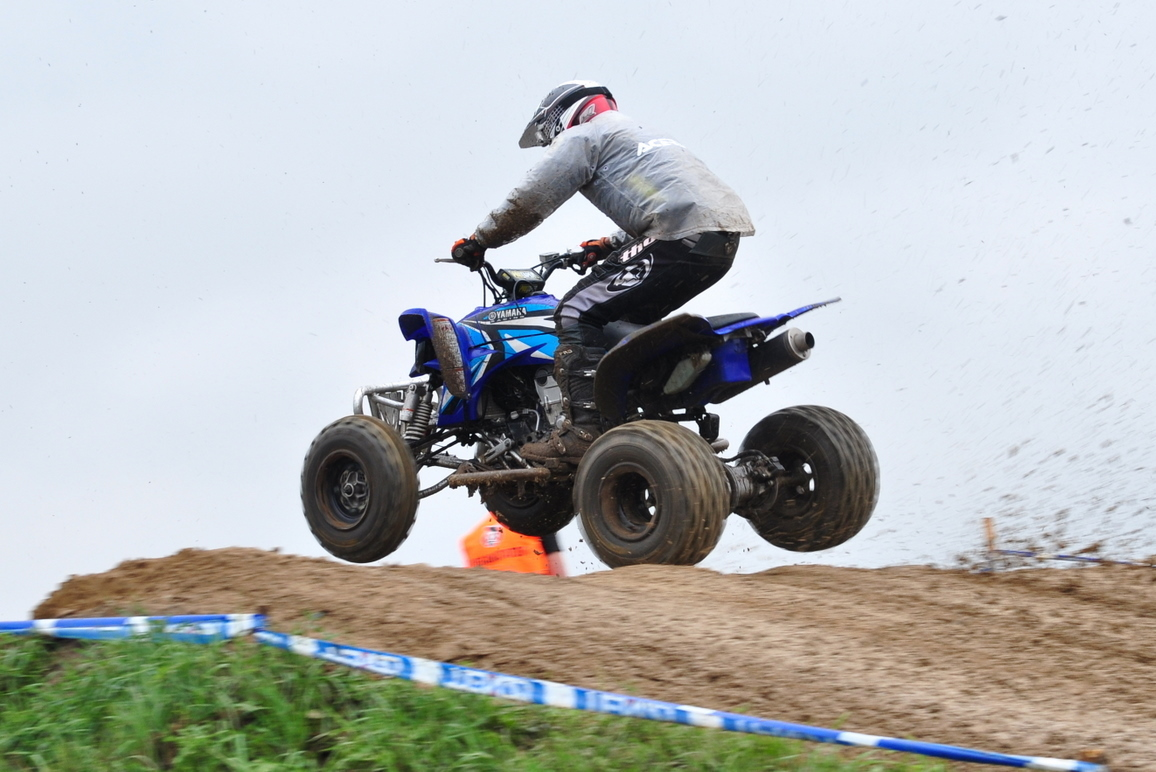
Wykorzystanie ATV w motocrossie

Dyscyplina sportu polegająca na jeździe ATV jest najbardziej rozwinięta w Stanach Zjednoczonych Ameryki.
W Polsce zawody organizowane są przez Polski Związek Motorowy pod patronatem Polskiego Stowarzyszenia Czterokołowców ATV Polska oraz przez pasjonatów  organizujących cykle rajdów przeprawowych.
W rajdach kategoryzowanych można startować w następujących konkurencjach (w nawiasie rok organizacji pierwszych zawodów w Polsce):
- motocross (wyścigi po torze bez nawierzchni asfaltowych, często z usypanymi rampami wymuszającymi skoki; 2000),
- enduro (wytrzymałościowe wyścigi po trasie terenowej; 2000 – klasa 4K, 2003 – klasa 2K),
- supermoto (wyścigi po torze asfaltowo-szutrowym z rampami wymuszającymi skoki; 2000),
- cross country (długie, zazwyczaj 90-minutowe wyścigi na specjalnym torze sprawnościowym).

Zawodnicy podzieleni są na następujące klasy:
- 2K – quady z napędem na tylną oś,
- 4K – quady z napędem na przednią i tylną oś.

Kategorię ATV ustanowiono w wielu rajdach samochodowych off-road jak Puchar Polski Off-Road, Poland Trophy czy Ładoga Trophy.

## Bezpieczeństwo
ATV poruszające się na polskich drogach powinny być zarejestrowane, posiadać tablice rejestracyjne i mieć ubezpieczenie OC. Do stycznia 2013 ich prowadzenie było dozwolone na tych samych zasadach jak motoroweru.
Od 19 stycznia 2013 roku weszła w życie nowelizacja Prawa o ruchu drogowym, która wprowadziła definicję czterokołowca. Od tej pory pojazdy tego typu są traktowane jako:
- czterokołowce – pojazdy samochodowe przeznaczony do przewozu osób lub ładunków, z wyłączeniem samochodu osobowego, ciężarowego i motocykla, którego masa własna nie przekracza 550 kg w przypadku przewozu rzeczy i 400 kg w przypadku przewozu osób[3]. Do poruszania się dużym ATV potrzebne jest prawo jazdy kategorii B lub B1.
- czterokołowce lekkie – czterokołowce, których masa własna nie przekracza 350 kg i konstrukcja ogranicza prędkość do 45 km/h[4]. Obowiązkowe jest prawo jazdy kategorii AM lub dowolnej innej kategorii, która uprawnia również do kierowania motorowerem.

Częste są wypadki powodowane przez osoby niemające prawa prowadzić tego typu pojazdów (nawet małe dzieci). Rozwijane prędkości dochodzą do 70 km/h. Same pojazdy mogą rozwijać prędkości do 130 km/h.